# Soroptimist International
Soroptimist International (Soroptimisterna) är ett världsomspännande kvinnligt nätverk. Den första Soroptimistklubben startades i Oakland, USA, den 3 oktober 1921. Soroptimist International finns idag i cirka 122 länder och har över 75 000 medlemmar.
Namnet kommer från latinets fras, soror optima, vilket betyder bästa syster. En något friare tolkning, sorores ad optimum, ger betydelsen systrar för det bästa.

## Syften
Soroptimismens syften är:
- att stärka kvinnans ställning
- att hålla en hög etisk standard
- att verka för allas mänskliga rättigheter
- att arbeta för jämställdhet, utveckling och fred genom internationell goodwill, samförstånd och vänskap.

Soroptimisterna ska engagera sig i:
- att stödja lokala, nationella och internationella samfund
- att aktivt delta i beslutsfattande på alla nivåer i samhället